# Легат
Легат (на латински: legatus) е термин с многопосочни значения на представител, пратеник, офицер. „Легатът на римския народ“ бил сенатор, изпратен с мисия в чужда държава. Във войската легатите по време на Републиката били офицери, командуващи отделни видове войски (кавалерия, резерви, тил и др.), по време на Империята легатът се превърнал в командир на легион.
В средните векове и до днес тази служба е запазене под формата на папски легат.